# Araeoncus clavatus
Espèce
Araeoncus clavatus est une espèce d'araignées aranéomorphes de la famille des Linyphiidae.

## Distribution
Cette espèce se rencontre en Arménie et en Turquie.

## Description
Le mâle holotype mesure 2,25 mm.

## Publication originale
- Tanasevitch, 1987 : The linyphiid spiders of the Caucasus, USSR (Arachnida: Araneae: Linyphiidae). Senckenbergiana biologica, vol. 67, p. 297-383.